# J. Caleb Boggs
James Caleb « Cale » Boggs, né le 15 mai 1909 à Cheswold et mort le 26 mars 1993 à Wilmington (Delaware), est un homme politique américain membre du Parti républicain, notamment gouverneur puis sénateur de l'État du Delaware.

## Carrière politique
En 1946, il est élu à la Chambre des représentants des États-Unis jusqu'en 1953, date à laquelle il devient gouverneur du Delaware (1953-1961). Il se fait ensuite élire au Sénat des États-Unis en 1961, siège qu'il occupera jusqu'en 1973. Il est défait lors de l’élection sénatoriale de 1972 par Joe Biden, qui lui succède.  